# Wujin Dang
Wujin Dang (kinesiska: 乌巾荡) är en sjö i Kina. Den ligger i provinsen Jiangsu, i den östra delen av landet, omkring 140 kilometer nordost om provinshuvudstaden Nanjing. Trakten runt Wujin Dang består till största delen av jordbruksmark.
Genomsnittlig årsnederbörd är 1 119 millimeter. Den regnigaste månaden är juli, med i genomsnitt 254 mm nederbörd, och den torraste är januari, med 28 mm nederbörd.